# NPaOc Amazonas (P-120)
O NPaOc Amazonas (P-120) é um Navio-Patrulha Oceânico da Marinha do Brasil.
Ostenta esse nome, em homenagem ao Rio Amazonas.

## História
Primeiro de uma série de três, foi construído pela empresa BAE Systems Maritime-Naval Ships. Incorporado à Armada Brasileira em 29 de junho de 2012, em cerimônia presidida pelo Chefe do Estado-Maior da Armada, Alt Esq Fernando Eduardo Studart Winemer, na Base Naval de Portsmouth, no Reino Unido.

## Missão
Com grande autonomia e capacidade de operar com um helicóptero e duas  lanchas. Tem como missão fiscalizar a "Amazônia Azul" que inclui a proteção às riquezas submarinas ali existentes, como as reservas de petróleo e gás. Reprimir atividades ilícitas (pesca ilegal, contrabando, narcotráfico e poluição do meio ambiente).

## Características
- Deslocamento carregado: 2 600 toneladas
- Dimensões: 90,5 metros de comprimento, 13,5 metros de boca e 6 metros de calado.
- Velocidade: máxima de 25 nós.
- Tripulação:Além do Comandante, o navio tem uma tripulação de 80 militares, sendo 11 Oficiais e 69 Praças
- Autonomia: 35 dias
- Armamento:01 canhão MSI DS30M - Mk 44 de 30 mm,02 canhões MSI DS25M – M242 de 25mm,02 metralhadoras 12,7mm (.50) removíveis, 02 pontos para montagem de fuzil 7.62mm e 02 lançadores de foguetes iluminativos.